# Volker Liedtke
Volker Liedtke (* 13. Dezember 1950 in Regensburg) ist ein deutscher Politiker (SPD) und war von 1996 bis 2014 Landrat des Landkreises Schwandorf.

## Leben
Liedtke wurde 1950 als jüngstes von vier Kindern in Regensburg geboren und wuchs in Burglengenfeld auf. 1970 machte er sein Abitur am Albertus-Magnus-Gymnasium in Regensburg. Im Anschluss studierte er bis 1976 auf Lehramt in Würzburg in den Fächern Geschichte, Deutsch und Sozialkunde. Nach seiner Tätigkeit als Referendar in Würzburg und Weiden wurde er Lehrer am Carl-Friedrich-Gauß-Gymnasium in Schwandorf. Diese Position übte er von 1978 bis 1996 aus.
1981 war er eines der Gründungsmitglieder der Bürgerinitiative gegen die Wiederaufarbeitungsanlage Wackersdorf.
Liedtke, der politisch in der SPD beheimatet ist, wurde im Jahr 1984 in den Stadtrat von Burglengenfeld gewählt. 1990 erfolgte seine Wahl in den Kreistag. Des Weiteren wurde er in demselben Jahr 2. Bürgermeister von Burglengenfeld sowie 2. Stellvertreter von Landrat Hans Schuierer. 1996 wurde Liedtke selbst zum Landrat des Landkreises Schwandorf gewählt und somit Nachfolger seines Parteikollegen Schuierer. 2002 und 2008 erfolgte jeweils seine Wiederwahl. Bei den Kommunalwahlen 2014 verzichtete er auf eine erneute Kandidatur. Seit 2016 ist er Präsident des Oberpfälzer Kulturbundes.
Des Weiteren wurde er 2008 erstmals in den Bezirkstag der Oberpfalz gewählt. 2013 erfolgte seine Wiederwahl. Im Februar 2017 wurde er zum Bezirkstagsvizepräsidenten gewählt.
Liedtke ist verheiratet und hat einen Sohn.

## Auszeichnungen
- 2014: Bayerische Verfassungsmedaille in Silber
- 2018: Bundesverdienstkreuz am Bande